# Przytulia północna
 Przytulia północna  (Galium boreale L.) – gatunek rośliny wieloletniej z rodziny marzanowatych (Rubiaceae). Jest szeroko rozprzestrzeniony na półkuli północnej – rośnie w całej niemal Europie (w tym na Islandii, ale brak go na południowych krańcach kontynentu), na rozległych obszarach Azji bez jej południowej części oraz w Ameryce Północnej na północ od Meksyku, włącznie z Grenlandią. W Polsce jest pospolity, lokalnie tylko rzadszy lub brak go zupełnie np. w Bieszczadach. Najłatwiejsza do rozpoznania spośród występujących w Polsce przytulii ze względu na trójnerwowe, długie do 4 cm liście wyrastające po 4 w okółku.

## Morfologia

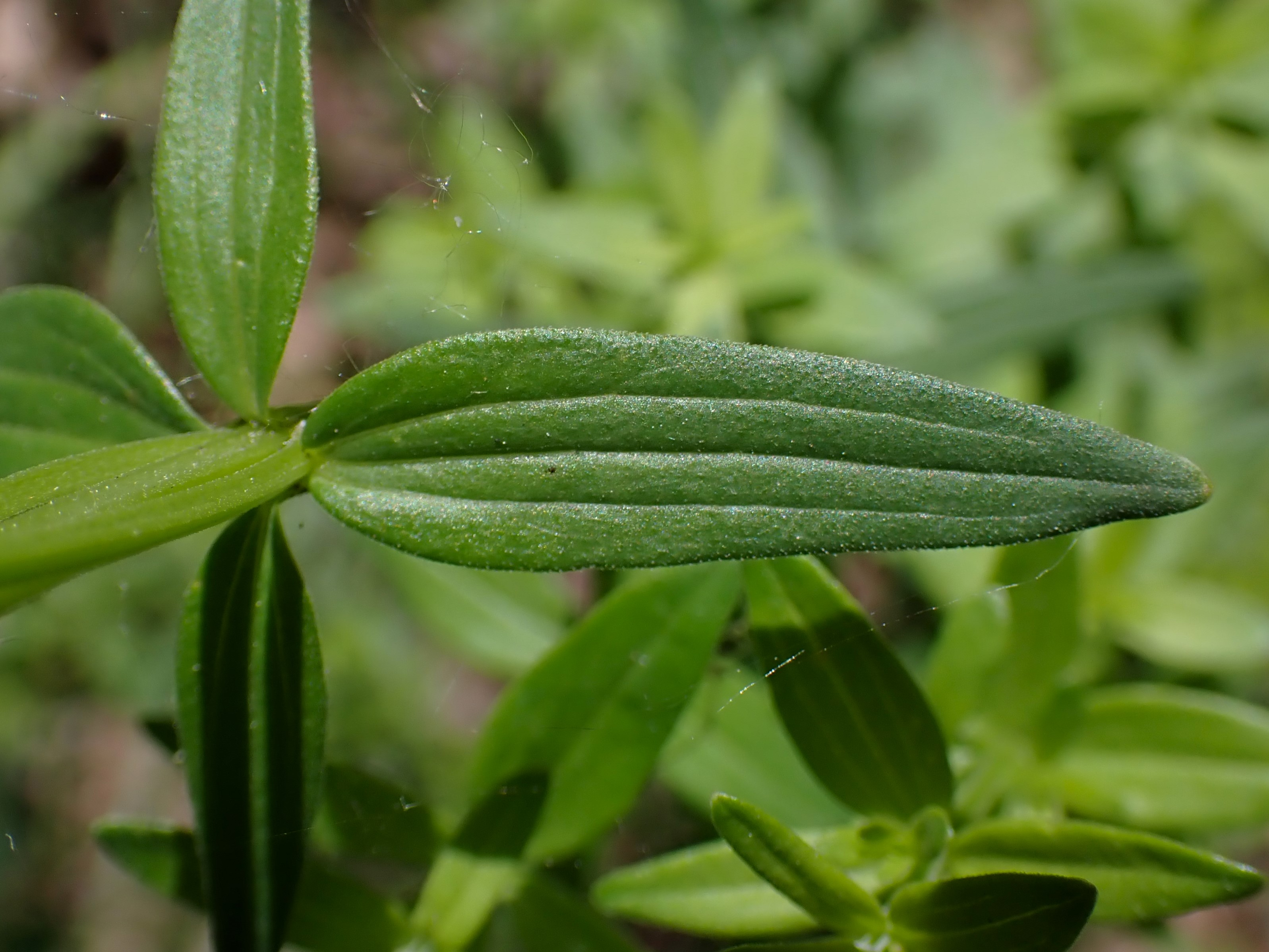
Liść

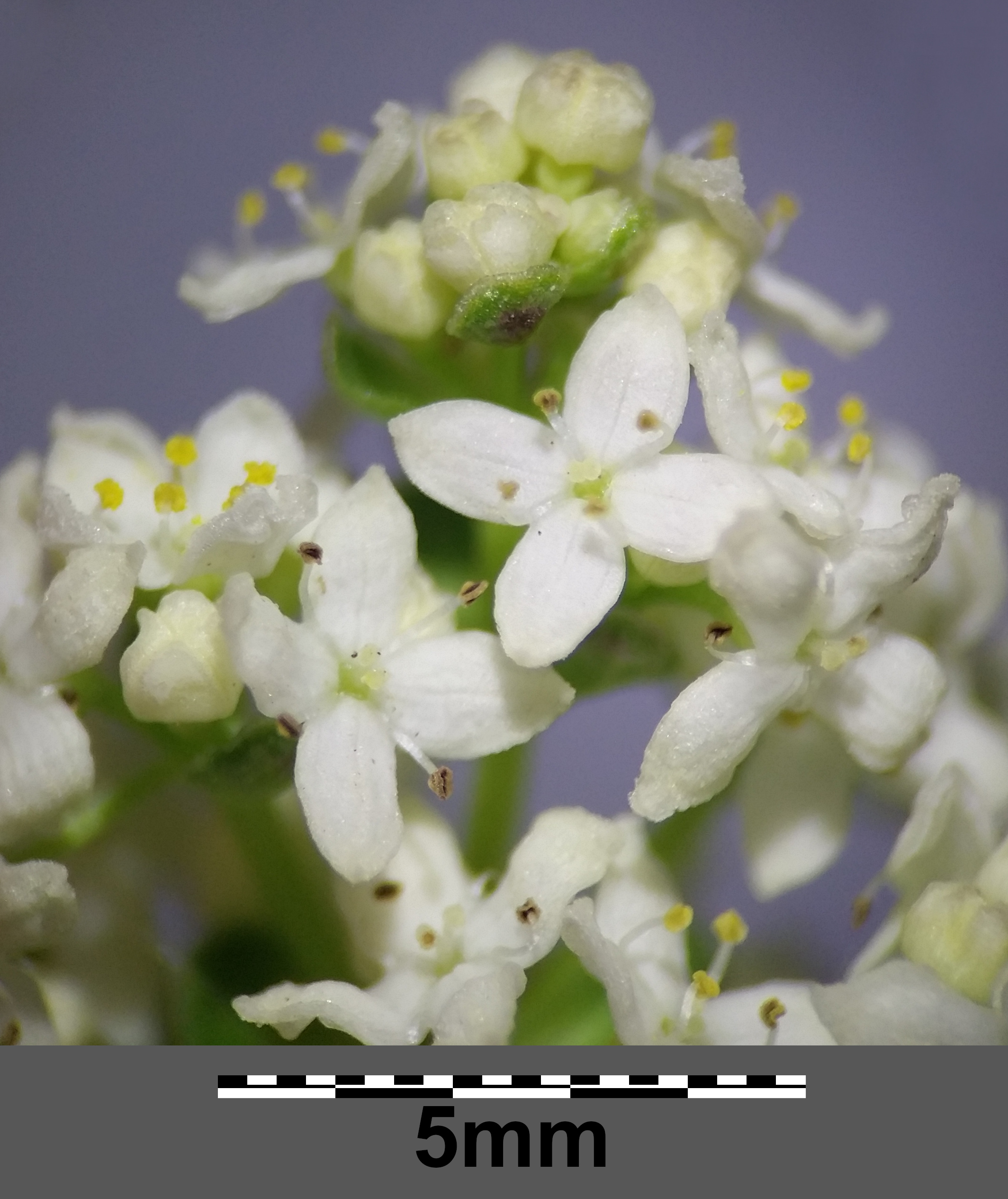
Kwiaty

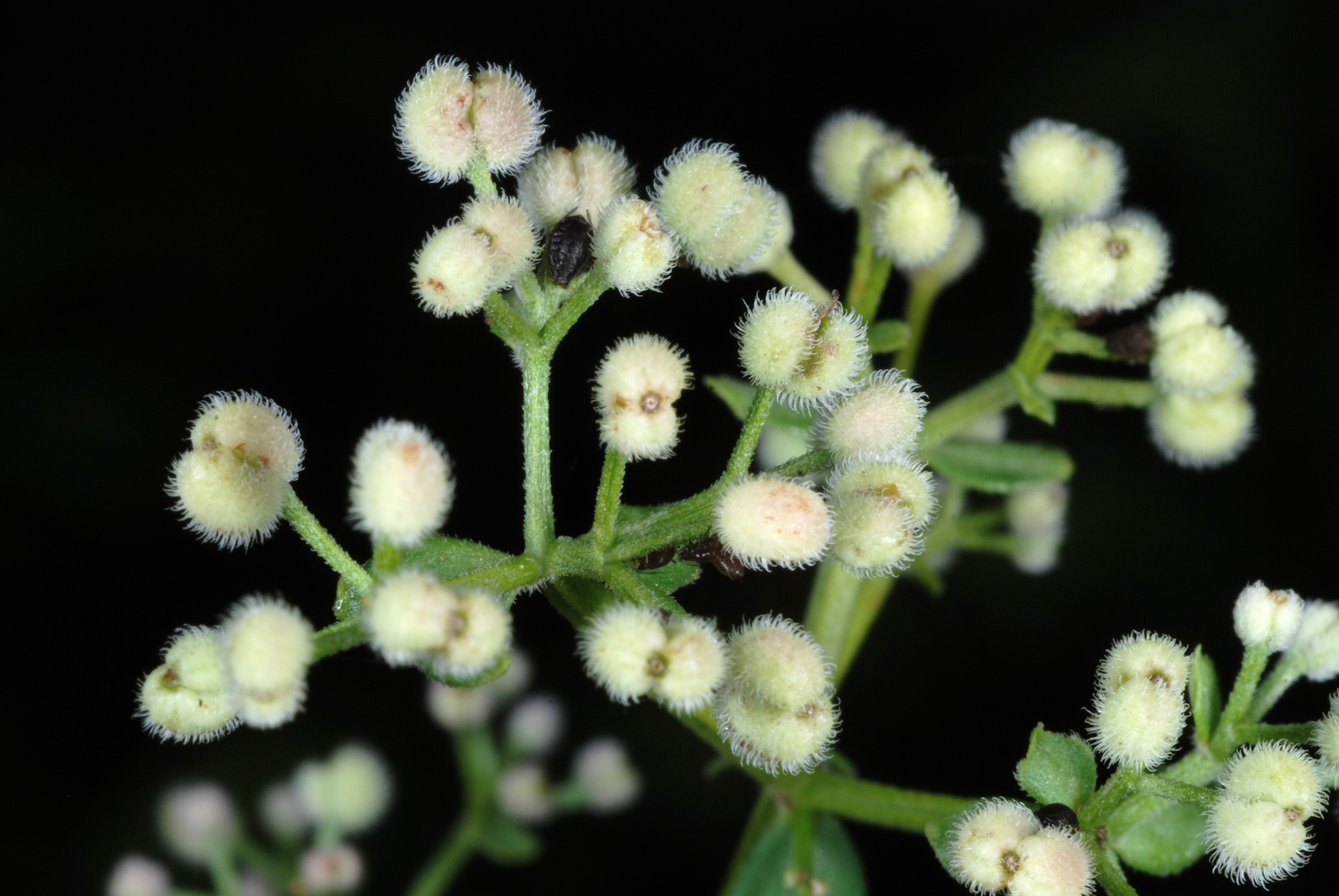
Owoce

ŁodygaKanciasta, rozgałęziona, osiągająca wysokość do 60 cm. Jest naga, lub z krótkimi włoskami. Pod ziemią występuje pełzające kłącze.
LiścieUlistnienie okółkowe (po 4 liście w okółku). Pojedynczy liść ma długość do 4 cm i szerokość do 8 mm. Liście skórzaste, podługowate lub lancetowate, o zwężonych końcach i nasadach, ale bez kończyka. Są ciemnozielone, 3-nerwowe, lekko podwinięte na brzegach, nagie, lub z szorstkimi szczecinkami.
KwiatyDrobne, białe, pachnące, zebrane w zbite szczytowe kwiatostany. Korona biała o zaostrzonych łatkach.
OwoceWyrastające na szypułkach i porośnięte włoskami (rzadziej nagie) rozłupki. Szypułki są dwukrotnie dłuższe od rozłupek.

## Biologia
Bylina, kwitnie od czerwca do sierpnia.  Roślina pospolita na niżu, rzadko w górach. Rośnie w miejscach trawiastych, w zaroślach, lasach, na łąkach. Tworzy mieszańce z przytulią właściwą (Galium verum) i przytulią pospolitą (Galium mollugo).